# خلص تارك (ألبوم)
خلص تارك هو ألبوم للفنان التونسي صابر الرباعي صدر عام 2002.

## قائمة الأغاني
- الدنيا  - 3:26
- اللي راح  - 7:52
- اللي شارينا  - 5:29
- خلص تارك  - 5:21
- عروس البحر  - 4:44
- غلطان  - 5:06
- مزيانه  - 4:05
- نادم  - 5:10